# Sigmund Ruud
Sigmund Ruud (* 30. Dezember 1907 in Kongsberg; † 7. April 1994 in Oslo) war ein norwegischer Skispringer und alpiner Skirennläufer.

## Herkunft und Privates
Rudd war der Sohn von Kemner Sigurd Ruud (1878–1955) og Mathilde Throndsen (1877–1961). Am 15. Oktober 1955 heiratete er Randi Jacobsen (1909–1991).
Seine Brüder Birger und Asbjørn Ruud waren ebenfalls erfolgreiche Skispringer.

## Werdegang
Ruud gilt neben Jacob Tullin Thams als Entwickler des Kongsberg-Stils, der sich durch einen Hüftknick auszeichnete, durch den wiederum die aerodynamischen Verhältnisse während der Sprungphase verbessert wurden.
Bei den Olympischen Spielen 1928 in St. Moritz gewann er im Skispringen hinter seinem Landsmann Alf Andersen die Silbermedaille. Ein Jahr später konnte er bei den Nordischen Skiweltmeisterschaften in Zakopane den Titel erringen. Dessen Verteidigung verpasste er wiederum ein Jahr später, als er in Oslo Dritter wurde. Bei seiner letzten Weltmeisterschaftsteilnahme 1931 platzierte er sich in Oberhof als Sechster. 1936 nahm er an den Olympischen Winterspielen 1936 als alpiner Skiläufer teil, in der Alpinen Kombination schied er jedoch aus.
Während der Besetzung Norwegens durch deutsche Truppen waren er und seine Brüder  zeitweise im Polizeihäftlingslager Grini interniert.
Ruud war von 1946 bis 1955 und von 1959 bis 1967 als FIS-Funktionär für das Skispringen tätig.

## Ehrungen
1949 wurde er wie zuvor schon seine jüngeren Brüder mit der Holmenkollen-Medaille geehrt.
In Kongsberg ist nach ihm der Sigmund Ruuds vei (dt. Sigmund-Ruud-Weg) benannt.

## Erfolge

### Weltrekorde
| #           | Schanze                    | Ort     | Land        | Weite  | aufgestellt am   | Rekord bis       |
| ----------- | -------------------------- | ------- | ----------- | ------ | ---------------- | ---------------- |
| 31          | Bolgenschanze 1928 (neu)   | Davos   | Schweiz     | 81,0 m | 24. Februar 1931 | 19. Februar 1933 |
| Inoffiziell | Bolgenschanze 1928 (neu)   | Davos   | Schweiz     | 82,0 m | 12. März 1932    | Ungültig         |
| 32          | Tremplin de Bretaye        | Villars | Schweiz     | 84,0 m | 19. Februar 1933 | 21. Februar 1933 |
| 33          | Tremplin de Bretaye        | Villars | Schweiz     | 86,0 m | 21. Februar 1933 | 26. Februar 1933 |
| Sturz       | Bloudkova velikanka (K106) | Planica | Jugoslawien | 95,0 m | 25. März 1934    | Ungültig         |